# Ian Frénkel
Ian Abràmovitx Frénkel, rus: Ян Абра́мович Фре́нкель, (Kíiv, 21 de novembre de 1920 - Riga, 25 d'agost de 1989) fou un compositor, cantant, violinista, guitarrista, pianista i actor soviètic.

## Biografia
Ian Frénkel va néixer a Kíiv, Ucraïna, a la família jueva del perruquer Abram Natànovitx Frénkel. El seu pare li va ensenyar a tocar el violí i més tard va estudiar violí clàssic i piano al Conservatori de Kíiv amb Iàkob Magazíner. Durant la Segona Guerra Mundial va ser evacuat a Orenburg, on va ingressar a l'Escola Militar Antiaèria d'Orenburg, i va tocar el violí a l'orquestra del cinema Avrora. El 1942 servia a primera línia i va resultar ferit. Després del seu pas per l'hospital, des de 1943, va tocar a l'orquestra militar. Acabada de la guerra, des del 1946 va viure a Moscou, on escrivia arranjaments orquestrals i tocava el violí en petites orquestres.
Va començar a compondre cançons als anys seixanta. La seva primera cançó va ser Godi, rus: Годы ('Els anys'), escrita amb lletra de Mark Lissianski. Durant la seva carrera posterior va treballar en col·laboració amb molts destacats músics soviètics, inclosos Mikhaïl Tànitx, Ígor Xaferan, i els conjuges Konstantín Vanxenkin i Inna Goff. Gràcies a Mark Bernés, la seva cançó Juravlí ('Les grues'), amb lletra de Rassul Gamzàtov) es va convertir en un gran èxit, però la seva favorita era Rúskaie pole (Camp rus) amb lletra d'Inna Goff. Frénkel feia concerts en què interpretava la seva pròpia música. Durant aquests concerts, el públic generalment s'hi sumava. Les seves cançons foren incorporades al repertori de molts intèrprets soviètics. També va aparèixer a la pel·lícula Els venjadors esquius, per a la qual va compondre una partitura.
Ian Frénkel va morir de càncer de pulmó, causat per anys de fumar, el 25 d'agost de 1989 a Riga, com presagiava la cançó Avgust (Agost), amb lletra d'Inna Goff. Va ser enterrat a Moscou al cementiri de Novodévitxi (parcel·la número 10)

## Família
La seva esposa Natàlia Mikhaílovna, nascuda comtessa Loris-Melikova, actriu, va morir a mitjans dels anys noranta. La seva filla Nina viu a Itàlia des del 1980. El seu net, Ian Frenkel Jr., és músic (pianista i arranjador) de l'Orquestra de l'Acadèmia de la Guàrdia Costanera dels Estats Units i, des del 2011, director del departament de música del Cos de Cadets de l'Acadèmia de la Guàrdia Costanera dels Estats Units.

## Filmografia seleccionada
- Les aventures de la maleta groga (1970)
- La corona de l'Imperi Rus o una vegada més els venjadors esquius (1971)
- El mentider incorregible (1973)